# サンタンデール県 (コロンビア)
サンタンデール県（サンタンデールけん、Departamento de Santander）は、コロンビア北部のアンデス地方の県。コロンビア合衆国の最初の9州のうちの一つの名前を引き継いだ。県都はブカラマンガ。

## 隣接する県
南および南東にボヤカ県、北東にノルテ・デ・サンタンデール県、北にセサール県、西にボリーバル県、アンティオキア県と接する。

## 下位行政区

### Province
- Metropolitan Province
- North Soto Province
- Comunera Province
- Guanentá Province
- Vélez Province
- García Rovira Province
- Mares Province
- Carare-Opón Province

### 基礎自治体
- アグアーダ (Aguada)
- アルバニア (Albania)
- アラトーカ (Aratoca)
- バルボーサ (Barbosa)
- バリチャーラ (Barichara)
- バランカベルメハ (Barrancabermeja)
- ベトゥリア (Betulia)
- ボリーバル (Bolívar)
- ブカラマンガ (Bucaramanga)
- カブレーラ (Cabrera)
- カリフォルニア (California)
- カピタネッホ (Capitanejo)
- カルカーシ (Carcasi)
- セピータ (Cepita)
- セリート (Cerrito)
- チャララ (Charala)
- チャルタ (Charta)
- チーマ (Chima)
- チパータ (Chipata)
- チミターラ (Cimitarra)
- コンセプション (Concepción)
- コンフィーネス (Confines)
- コントラタション (Contratación)
- コロモーロ (Coromoro)
- クリーティ (Curiti)
- エル・カルメン (El Carmen)
- エル・グアカマヨ (El Guacamayo)
- エル・ペニョン (El Peñón)
- エル・プラヨン (El Playón)
- エンシーノ (Encino)
- エンシーソ (Enciso)
- フロリアン (Florián)
- フロリダブランカ (Floridablanca)
- ガラン (Galan)
- ガンビータ (Gambita)
- ヒロン (Girón)
- グアカ (Guaca)
- グアダルーペ (Guadalupe)
- グアポータ (Guapota)
- グアバータ (Guavata)
- ゲプサ (Guepsa)
- アト (Hato)
- ヘスス・マリーア　(Jesus María)
- ホルダン (Jordan)
- ラ・ベジェーサ (La Belleza)
- ランダスーリ (Landazuri)
- ラ・パス (La Paz)
- レブリーハ (Lebrija)
- ロス･サントス (Los Santos)
- マカラビータ (Macaravita)
- マラガ (Málaga)
- マタンサ (Matanza)
- モゴーテス (Mogotes)
- モラガビータ (Molagavita)
- オカマンテ (Ocamonte)
- オイバ (Oiba)
- オンサーガ (Onzaga)
- パルマール (Palmar)
- パルマス･ソコーロ (Palmas Socorro)
- パラーモ (Paramo)
- ピエデクエスタ (Piedecuesta)
- ピンチョーテ (Pinchote)
- プエンテ・ナショナル (Puente Nacional)
- プエルト・パーラ (Puerto Parra)
- プエルト・ウィルチェス (Puerto Wilches)
- リオネグロ (Rionegro)
- サバーナ・デ・トーレス (Sabana de Torres)
- サン・アンドレス (San Andrés)
- サン・ベニート (San Benito)
- サン・ヒル (San Gil)
- サン・ホアキン (San Joaquín)
- サン・ホセ・ミランダ (San José Miranda)
- サン・ミゲル (San Miguel)
- サンタ・バルバラ (Santa Bárbara)
- サンタ・エレーナ・デル・オポン (Santa Helena del Opón)
- サン・ビセンテ・デ・チュクリー (San Vicente de Chucurí)
- シマコータ (Simacota)
- ソコーロ (Socorro)
- スアイータ (Suaita)
- スクレ (Sucre)
- スラータ (Surata)
- トナ (Tona)
- バジェ・サン・ホセ (Valle San José)

県の地図。赤点は各市の市庁所在地を示す

- ベレス (Vélez)
- ベータス (Vetas)
- ビジャヌエバ (Villanueva)
- ザパトーカ (Zapatoca)